# Ecuador tại Thế vận hội
Ecuador đã tham dự 14 kỳ Thế vận hội Mùa hè. Quốc gia này tham gia Thế vận hội Mùa đông lần đầu năm 2018. Tại Thế vận hội Mùa hè 1996, vận động viên (VĐV) Jefferson Pérez đã mang về tấm huy chương vàng đầu tiên cho Ecuador nội dung đi bộ 20 km dành cho nam.
Ủy ban Olympic quốc gia của Ecuador được thành lập năm 1948 và được Ủy ban Olympic Quốc tế công nhận năm 1959.

## Bảng huy chương

### Huy chương tại các kỳ Thế vận hội Mùa hè
| Thế vận hội           | Số VĐV        | Vàng          | Bạc           | Đồng          | Tổng số       | Xếp thứ       |
| 1896–1920             | không tham dự | không tham dự | không tham dự | không tham dự | không tham dự | không tham dự |
| Paris 1924            | 3             | 0             | 0             | 0             | 0             | –             |
| 1928–1964             | không tham dự | không tham dự | không tham dự | không tham dự | không tham dự | không tham dự |
| Thành phố México 1968 | 15            | 0             | 0             | 0             | 0             | –             |
| München 1972          | 3             | 0             | 0             | 0             | 0             | –             |
| Montréal 1976         | 5             | 0             | 0             | 0             | 0             | –             |
| Moskva 1980           | 13            | 0             | 0             | 0             | 0             | –             |
| Los Angeles 1984      | 11            | 0             | 0             | 0             | 0             | –             |
| Seoul 1988            | 13            | 0             | 0             | 0             | 0             | –             |
| Barcelona 1992        | 13            | 0             | 0             | 0             | 0             | –             |
| Atlanta 1996          | 19            | 1             | 0             | 0             | 1             | 49            |
| Sydney 2000           | 10            | 0             | 0             | 0             | 0             | –             |
| Athens 2004           | 17            | 0             | 0             | 0             | 0             | –             |
| Bắc Kinh 2008         | 25            | 0             | 1             | 0             | 1             | 70            |
| Luân Đôn 2012         | 36            | 0             | 0             | 0             | 0             | –             |
| Rio de Janeiro 2016   | 38            | 0             | 0             | 0             | 0             | –             |
| Tokyo 2020            | chưa diễn ra  | chưa diễn ra  | chưa diễn ra  | chưa diễn ra  | chưa diễn ra  | chưa diễn ra  |
| Tổng số               | Tổng số       | 1             | 1             | 0             | 2             | 98            |

### Huy chương tại các kỳ Thế vận hội Mùa đông
| Thế vận hội      | Số VĐV        | Vàng          | Bạc           | Đồng          | Tổng số       | Xếp thứ       |
| 1924–2014        | không tham dự | không tham dự | không tham dự | không tham dự | không tham dự | không tham dự |
| Pyeongchang 2018 | 1             | 0             | 0             | 0             | 0             | –             |
| Bắc Kinh 2022    | chưa diễn ra  | chưa diễn ra  | chưa diễn ra  | chưa diễn ra  | chưa diễn ra  | chưa diễn ra  |
| Tổng số          | Tổng số       | 0             | 0             | 0             | 0             | –             |

### Huy chương theo môn
| Điền kinh | 1 | 1 | 0 | 2 | 59 |
| Tổng số   | 1 | 1 | 0 | 2 | 98 |

## VĐV giành huy chương
| Huy chương | Tên VĐV         | Thế vận hội   | Môn thi đấu | Nội dung          |
| ---------- | --------------- | ------------- | ----------- | ----------------- |
| Vàng       | Jefferson Pérez | Atlanta 1996  | Điền kinh   | Đi bộ 20 km (nam) |
| Bạc        | Jefferson Pérez | Bắc Kinh 2008 | Điền kinh   | Đi bộ 20 km (nam) |